# Emma Davis
Emma Davis (* 16. März 1997) ist eine US-amerikanische Tennisspielerin.

## Karriere
Davis spielt bislang hauptsächlich Turniere der ITF Women’s World Tennis Tour, bei der sie bislang einen Titel im Doppel erringen konnte.
Ihr erstes Turnier auf der WTA Tour spielte Davis, als sie 2018 eine Wildcard für die Qualifikation zu den Connecticut Open erhielt, wo sie ihr Auftaktmatch gegen Kirsten Flipkens mit 3:6 und 1:6 verlor.

### College Tennis
Davis spielt für die Damentennis-Mannschaft der Demon Deacons der Wake Forest University.

## Turniersiege

### Doppel
| Nr. | Datum        | Turnier  | Kategorie | Belag     | Partnerin         | Finalgegnerinnen                      | Ergebnis  |
| --- | ------------ | -------- | --------- | --------- | ----------------- | ------------------------------------- | --------- |
| 1.  | 22. Mai 2021 | Monastir | ITF W15   | Hartplatz | Anna Ulyashchenko | Kelia Le Bihan Eliessa Vanlangendonck | 7:65, 6:4 |